# Фрибес, Викентий Францевич
Викентий Францевич Фрибес (1793 — неизвестно) — гражданский губернатор Архангельской губернии, вице-правитель Белостокской области, действительный статский советник.

## Биография
Из польского дворянского рода герба Равич (1790; 1793), имевшего шотландские корни. Из семьи пресвитериан. Сын помещика Игуменского повета Минского наместничества, банкира Франца Мартина Форбса (Фрибеса), племянник его братьев: Петра Готарда, Джона (Ивана, Яна) Чарлза и Филиппа Томаса. Четыре брата были совладельцами недвижимого имения (фольварка) Фрибесово, состоящего в местечке Пуховичи, Игуменского повета; в 1816  имение отдано в Пуховичский экздивизионный суд (судебный раздел между кредиторами) в пользу иностранных купцов Клермонтов и Шиблеров, коих имена были неизвестны. Род Фрибеса утверждён в российском потомственном дворянстве по I ч. ДРК Минской губернии в 1842.
Воспитывался в пансионе при С.-Петербургской губернской гимназии, а затем, «в свободные от службы часы» слушал лекции в Педагогическом институте. В службу вступил губернским регистратором Департамента внутренних дел. За отличное усердие к службе произведён в коллегии юнкеры 17 (29) марта 1810.
После Отечественной войны 1812 и Заграничных походов 1813—1814 в чине титулярного советника назначен чиновником «при разных поручениях» в штат генерал-губернатора Варшавского герцогства, действительного тайного советника В. С. Ланского. После Венского конгресса 1815 продолжал службу в Царстве Польском. За службу в бывшем Герцогстве Варшавском, по представлению В. С. Ланского от 02.11.1815, высочайше пожалован орденом Святого Владимира 4 степени 20 ноября (2 декабря) 1815; за службу там же — в Царстве Польском, награждён орденом Святой Анны 2 степени в сентябре 1817.
В 1818 назначен секретарём минского гражданского губернатора В. И. Гечевича. Пожалован алмазными знаками ордена Святой Анны 2 степени в октябре 1819. В 1820—1821 состоял членом масонской ложи «Полночного шествия под северной звездой» в Минске (член 3-й степени и 2-й надзиратель в 1820, возведен в 4-ю ст. в декабре 1820), работавшей в союзе Великого Востока Польши и ложи Совершенного единения в Вильно под № 19, связанной с Национальным масонством и Польским патриотическим обществом.
С 1822 по 1838 — советник Минского губернского правления. Пожалован, за выслугу лет, в коллежские асессоры 29 ноября (11 декабря) 1826, со старшинством со времени выслуги в прежнем чине узаконенного срока; в коллежские советники 22 мая (3 июня) 1831, со старшинством с 31 декабря 1829 (12 января 1830), «по уважению к тому, что сии чиновники удостоены были начальством к награждению за сии годы»; за отлично-усердную службу орден Святого Владимира 3 степени в мае 1834; в статские советники 26 апреля (8 мая) 1835, со старшинством.
Назначен вице-правителем Белостокской области 27 марта (8 апреля) 1838, на место статского советника К. Ф. Таваста, перемещённого председателем Белостокской казённой палаты. В мае того же — 1838, возглавил работы по разработке проектов гербов уездных центров Белостокской области. Пожалован, за отличие, действительным статским советником 12 (24) июля 1840.
В связи с преобразованием Северо-Западных губерний, вследствие упразднения Белостокской области и включения её уездов в состав Гродненской губернии, согласно высочайшего указа от 18 (30) декабря 1842, причислен к ведомству М-ва внутренних дел чиновником для особых поручений.  Командировался в Ковно по делам учреждённой Ковенской губернии. В декабре 1843 объявлено монаршее благоволение за отлично-усердную службу.
Назначен и. д. архангельского гражданского губернатора 6 (18) декабря 1843. Утверждён в должности 30 марта (11 апреля) 1846. Объявлено монаршее благоволение в декабре 1847 «за содействие к устройству и успешному распространению детских приютов».
В начале того же — 1847, представил на рассмотрение в МВД программу «губернского календаря» для Архангельской губернии и ходатайство о разрешении на его выпуск в свет. После обсуждения в МВД и МНП вопрос был решен отрицательно на том основании, что издание календарей составляло неотъемлемую монополию Академии наук. В мае и июне 1847 года Русское географическое общество, по представлению отделения этнографии, просило губернаторов о доставлении ему этнографических сведений о народных обычаях, преданиях, поверьях, суевериях, пословицах и пр. Выражена благодарность РГО в адрес архангельского гражданского губернатора В. Ф. Фрибеса, назначившему из числа членов-корреспондентов Архангельского статистического комитета несколько лиц для исполнения поручения Общества по частному предмету занятий каждого из них. В 1848 была разработана и представлена губернатором на рассмотрение в правительственные инстанции новая расширенная программа «губернского календаря», получившая, на этот раз, одобрение; в 1850 вышла в свет первая справочная книжка Архангельской губернии, в 1852 — вторая. Не являясь периодическим изданием в тот период, справочные книжки содержали материал по истории, церковным праздникам, естественным наукам, статистике, экономике, географии и устройству Архангельского края. Труд Архангельского статистического комитета, представленный в РГО и М-во внутренних дел, получил одобрение и стал «примером достойного подражания для других губернских комитетов», а Архангельская губерния — первой на северо-западе России, ставшей издавать памятные книжки.
Пожалован орденом Святого Станислава 1 степени в апреле 1848, в награду долговременной, отлично-усердной и ревностной службы. По должности, председательствовал в Архангельской губернской строительной комиссии; был председателем губернского Приказа общественного призрения, вице-президентом Попечительного общества о тюрьмах, председателем губернских комитетов: статистического, о земских повинностях, о продовольствии жителей губернии и оспенного; председателем попечительного совета Архангельского училища детей канцелярских служащих. Пожалован орденом Святой Анны 1 степени в декабре 1851, в награду постоянно-усердной и ревностной службы. ВП от 7 (19) марта 1856 за № 48, по ведомству М-ва внутренних дел, по прошению, уволен от службы 3 (15) марта 1856. По службе архангельским губернатором упоминается в ряде мемуаров и в документах агентов III отделения.
В начале 1840-х был арендатором казённого Радошковского староства, Вилейского уезда, Минской губ. Помещик благоприобретённого имения в деревнях Обчак и Винцеськи, при имении Горки, Минского уезда, Минской губернии, в коем за ним, по 8-й ревизии — 1834, состояло крестьянских 85 душ муж. пола, предоставленного в залог исправного содержания староства. После отставки жил в своем имении Островки, Белостокского уезда, Гродненской губ. В период крестьянской реформы 1861 в его белостокском имении начались крестьянские волнения. Фриберс писал сыну Александру в Петербург: «Скверно у нас! Крестьяне бунтуют, не хотят отправлять барщину, собираются толпами <…> Жизнь помещиков не в безопасности; я хотел уехать в Белосток, но боюсь оставить свой дом, потому что и дворовые люди разбегутся, а мужики готовы всё сжечь. Вот как понимают Положение!». На усмирение крестьянского бунта был направлен армейский батальон.
Дата и место смерти не установлены. По одним сведениям, умер не позднее 1869, по другим — не ранее 1873.

## Награды
- Орден Святого Владимира 4 степени (20.11.1815).
- Орден Святой Анны 2 степени (24.09.1817), алмазные знаки к ордену (9.10.1819)
- Знак отличия беспорочной службы за «XV» лет (22.08.1831)
- Знак отличия беспорочной службы за «XX» лет (22.08.1833)
- Орден Святого Владимира 3 степени (18.05.1834)
- Знак отличия беспорочной службы за «XXV» лет (22.08.1839)
- Монаршее благоволение (5.12.1843).
- Знак отличия беспорочной службы за «XXX» лет (22.08.1844)
- Монаршее благоволение (6.12.1847)
- Орден Святого Станислава 1 степени (11.04.1848)
- Знак отличия беспорочной службы за «XXXV» лет (22.08.1850)
- Орден Святой Анны 1 степени (6.12.1851)

## Семья
- Сын — Александр Викентьевич Фрибес, помощник старшего чиновника VI класса Статс-секретариата по делам Царства Польского, вице-губернатор Сувалкскской, Радомской и Келецкой губерний, действительный статский советник. Видный деятель фотографического дела в России. Создатель С.-Петербургского фотографического общества, издатель-редактор ж-ла «Фотограф», член-учредитель Императорского Русского технического о-ва, соратник Д. И. Менделеева в фотографическом отделе общества. Помещик имения Островок и урочища Затопляны, Заблудовской волости, Белостокского уезда, Гродненской губернии.
- Сын — Константин Викентьевич Фрибес, полковник 7-го Драгунского Кинбурнского Е. И. В. Великого князя Михаила Николаевича полка и С.-Петербургского полицейского резерва, смотритель С.-Петербургской аукционной конюшни Главного управления государственного коннозаводства, управляющий Успенской сельскохозяйственной фермой и состоящим при ней конским случным пунктом ведомства М-ва государственных имуществ, генерал-майор в отставке. Помещик имения Островок и урочища Затопляны, Заблудовской волости, Белостокского уезда Гродненской губернии.
- Дочь — Фелиция-Флора-Анна Фрибес, в замужестве Тишинская. Воспитанница Белостокского института благородных девиц[41]. Жена литературного критика Александра Тишинского.
- Внучка — писательница и педагог Фрибес, Ольга Александровна.
- Внук — Викентий Александрович Фрибес (1863—1916) — видный специалист в области сельского хозяйства России, учёный-агрохимик, автор научных работ по сельскохозяйственным наукам, коллежский советник. Окончил курс в Белостокском реальном училище; определён в службу чиновником, причисленным к Департаменту земледелия и сельской промышленности М-ва государственных имуществ с 09.04.1891; работал у П. А. Костычева в Лесном институте, затем у С. Н. Виноградского в Институте экспериментальной медицины. Первооткрыватель возбудителей пектинового брожения, автор первых в мире экспериментальных научных работ по выделению чистых культур анаэробных бацилл мочки льна — Plectridium[42], разлагающих при мочке пектиновые вещества, склеивающие отдельные волокна стебля льна[43]. Отойдя от научных исследований, был привлечен к организации мероприятий по возрождению и развитию в России пенькового дела. Руководил всеми мероприятиями Департамента земледелия по этой отрасли от Полесья до Барнаула. Служил старшим специалистом по сельскохозяйственной части, по культуре конопли и обработке пеньки, Главного управления землеустройства и земледелия. Затем назначен управляющим делами Льняного комитета. Автор научного доклада II-му льняному съезду в апреле 1913 в Москве по организации экспериментальных станций на Северном Кавказе и в Бобровском уезде Воронежской губернии по переработке треста льна — кудряша, с целью извлечения короткого волокна и использования его для чесаной пакли[44].